# ورزشگاه ساروشاجی
ورزشگاه ساروشاجی (انگلیسی: Sarusajai Stadium)، ورزشگاهی در شهر ساروشاجی در کشور هند است.
از سال ۲۰۰۷ تاکنون بازی‌های خانگی تیم ملی فوتبال هند و NorthEast United FC در این ورزشگاه برگزار می‌شود.